# Ricardo de San Germano
Ricardo de San Germano (en italiano: Riccardo; antes de 1170 - después de octubre de 1243) fue notario en San Germano en el Valle Latino, no lejos del monasterio de Montecassino, entre febrero de 1186 y marzo de 1232. Escribió una crónica (a veces Chronica regni Siciliae) del Mezzogiorno desde la muerte de Guillermo II de Sicilia en 1189 hasta 1243. Es la fuente de información más completa sobre los Hohenstaufen en Italia.
Ricardo fue compañero de Esteban de Marsia, abad de Montecassino, y le dedicó su crónica. Su hermano Juan también fue notario, aunque en la cancillería del emperador Federico II. A principios de la década de 1220, Ricardo estuvo al servicio de Federico, quizás junto a su hermano. A finales de la década de 1230, Ricardo se convirtió en chambelán imperial (hasta 1242).
Su crónica fue concebida originalmente como una continuación de los Annales Casinenses. Se centra en gran medida, aunque no en su totalidad, en la Terra Sancti Benedicti, las tierras de la abadía de Montecassino. La primera parte se escribió a partir de 1216 y abarca el período comprendido entre la visita papal a San Germano y la muerte de Esteban de Marsia en julio de 1227. Esta se conserva en forma de manuscrito en Bolonia. Modificada y ampliada para que fuera independiente, la crónica se terminó tras la visita romana del papa Inocencio IV en octubre de 1243. Comenzó entonces con la conquista de Sicilia por Enrique VI. Es una fuente importante para la Guerra de las Llaves (1228-1230).
Ricardo participó personalmente en muchos de los acontecimientos que relata. El papa Inocencio III visitó su monasterio en junio de 1208. Acompañó a Esteban de Marsia al IV Concilio de Letrán en 1215. Estuvo presente en el asedio de Milán en 1239.